# Nicholsina usta
Nicholsina usta là một loài cá biển thuộc chi Nicholsina trong họ Cá mó. Loài này được Achille Valenciennes mô tả lần đầu tiên vào năm 1840 dưới danh pháp Callyodon ustus.

## Phân loại học
Nicholsina collettei trước đây từng được xem là một phân loài của N. usta, một loài ở bờ Tây Đại Tây Dương, nhưng dữ liệu phân tích cho thấy cả hai rất khác nhau về mặt di truyền, và N. collettei được xếp vào nhóm chị em với N. usta.

## Từ nguyên
Từ định danh của loài trong tiếng Latinh có nghĩa là "bị thiêu cháy; cháy xém", không rõ hàm ý, có lẽ đề cập đến "màu đỏ như rạng đông" của mẫu vật được ngâm trong rượu.

## Phạm vi phân bố và môi trường sống
N. usta được ghi nhận ở Tây Đại Tây Dương, từ bờ biển bang New Jersey (Hoa Kỳ) và bờ bắc của vịnh México trải dài đến phía nam Brasil, nhưng không được biết đến tại Bermuda, Bahamas và Antilles (trừ khu vực Đại Antilles).
Môi trường sống phổ biến của N. usta là trong các thảm cỏ biển hoặc rong biển mọc trên nền đáy cát. Loài này có thể được tìm thấy ở độ sâu đến 80 m, cá trưởng thành sống ở vùng nước sâu hơn cá con.

## Mô tả
N. usta có chiều dài cơ thể tối đa được biết đến là 30 cm. Cá cái có màu nâu xám nhạt, đôi khi có 2 dải sọc ngang sẫm màu dọc thân và lưng. Cá đực có màu ô liu lốm đốm trên lưng, vảy hai bên thân màu trắng xanh lam với viền đỏ nhạt. Vùng đầu bên dưới miệng có màu vàng. Có các sọc chéo màu xanh và đỏ trên má.
Số gai vây lưng: 9; Số tia vây ở vây lưng: 10; Số gai vây hậu môn: 3; Số tia vây ở vây hậu môn: 9; Số tia vây ở vây ngực: 13.